# Journée mondiale contre la peine de mort
La Journée mondiale contre la peine de mort est une journée internationale organisée chaque 10 octobre depuis 2003, pour lutter contre la peine de mort.

## Détails
Elle a été instituée par la Coalition mondiale contre la peine de mort et elle est officiellement soutenue par le Conseil de l'Europe et l'Union européenne. À l'occasion de la cinquième journée, le 10 octobre 2007, cinq millions de personnes pétitionnent pour l'adoption d'un moratoire par l'Organisation des Nations unies contre la peine de mort, ce qui est fait le 15 novembre suivant, la troisième commission de l'Assemblée générale ayant adopté une résolution non contraignante sur le sujet.
Depuis 2005, la Coalition mondiale fixe un thème d'actualité pour chaque journée mondiale. 
- 2005 : « L'Afrique en marche vers l'abolition ».
- 2006 : « La peine de mort, les échecs de la justice ».
- 2007 : « Peine de mort : le monde décide » (en soutien à la résolution, adoptée le 15 novembre suivant, par l'Assemblée générale des Nations unies, appelant à un moratoire sur la peine de mort).
- 2011 : " La peine de mort est inhumaine"[3]
- 2018 : "Les conditions de vie dans les couloirs de la mort"[4]
- 2019 : "Les enfants, victimes invisibles"[5].